# Otrobanda

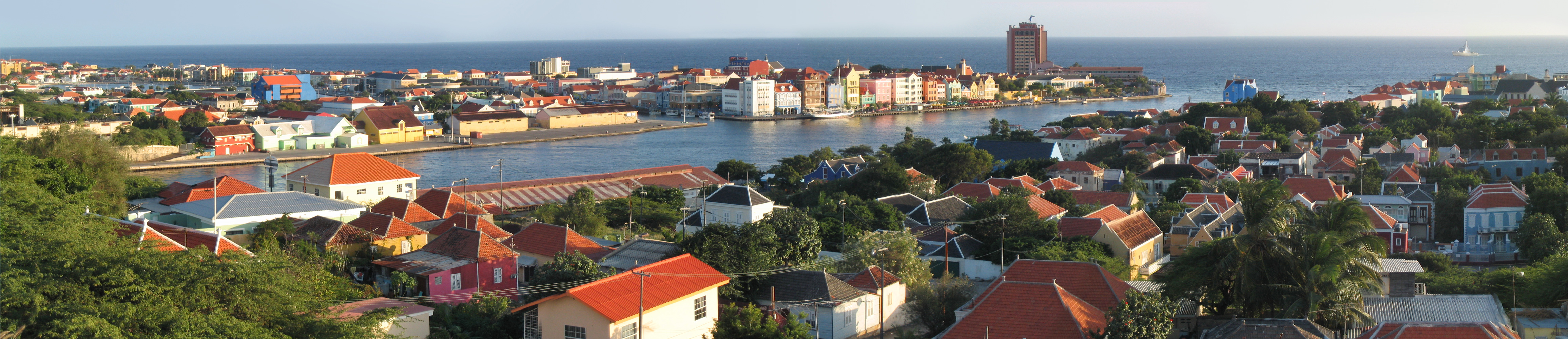
Otrobanda, naar het zuidoosten gezien. Op de achtergrond de Sint Annabaai; daarachter ligt Punda.

Otrobanda of Otrabanda is een wijk ten westen van de Sint Annabaai in Willemstad, de hoofdstad van Curaçao. De naam komt uit het Papiaments en betekent letterlijk "de andere oever", een verwijzing naar het feit dat Otrobanda vanuit Punda ("De Punt") gezien aan de overkant van de Sint Annabaai ligt. Otrobanda vormt met Punda het historische centrum van Willemstad. De wijken zijn sinds 1886 met elkaar verbonden via een houten pontonbrug (Koningin Emmabrug) en sinds 1974 ook via de Koningin Julianabrug.

## Geschiedenis
Vanaf 1707 is het gebied bebouwd, omdat op Punda geen ruimte meer was. Aanvankelijk verrezen er slechts loodsen en eenvoudige huizen, maar later steeds grotere panden. In de achttiende en negentiende eeuw vestigden zich er veel zwarte arbeiders en in de loop van de twintigste eeuw was het een arme volkswijk. In de jaren negentig kwam een kentering met een grootschalig stadsvernieuwingsproject, waarbij Monumentenzorg een belangrijke rol speelde. Ook de Nederlandse zakenman Jacob Gelt Dekker heeft vanaf 2001 een deel van de wijk laten opknappen. In honderd opgeknapte authentieke volkswoningen heeft hij het vijfsterrenhotel Kurá Hulanda (Hollands erf) gevestigd. Ook bevindt zich er een congrescentrum, een museum, een wetenschappelijk instituut en het Curaçao Medical Center.

## Bezienswaardigheden
- Riffort
- Kurá Hulanda
- Museum Kurá Hulanda
- Hotel Kurá Hulanda
- Brionplein
- Huize Batavia
- Curaçaosch Museum
- Basiliek Santa Ana
- Kalifar Omarmoskee

De architectuur van Otrobanda is sterk door de Nederlandse beïnvloed. De wijk staat met Punda sinds 1997 op de Werelderfgoedlijst van de UNESCO.

## Streetart
In de jaren tien van de 21e eeuw kwam de straatkunst op in Willemstad. De muurschilderingen in Otrobanda zijn hiervan een aansprekend voorbeeld en jaarlijks worden tijdens de Kaya Kaya festivals (straatfestivals) schilderingen toegevoegd, zowel door professionele kunstenaars als door ongeschoolde wijkbewoners.

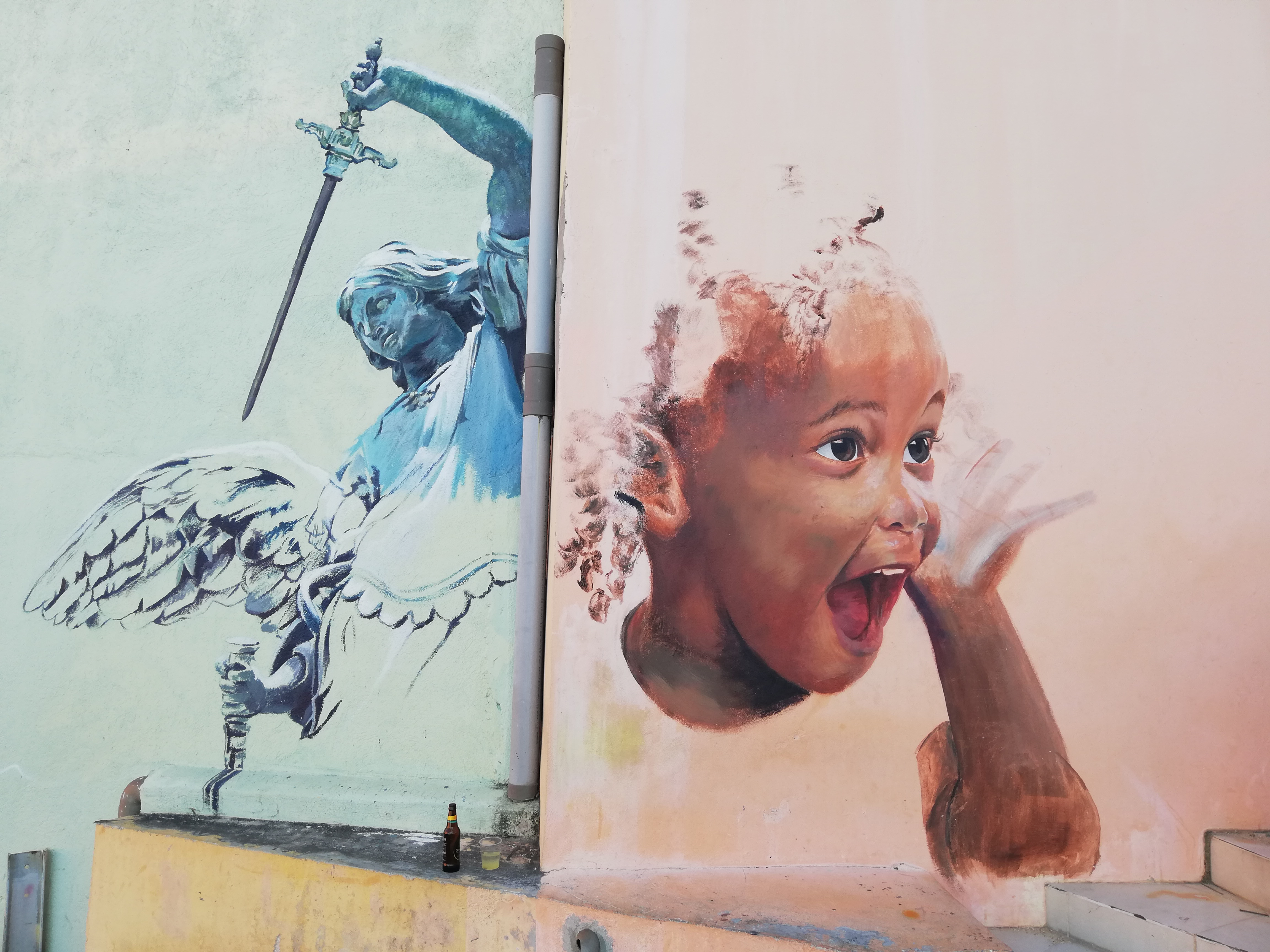
Muurschildering door Garrick Marchena
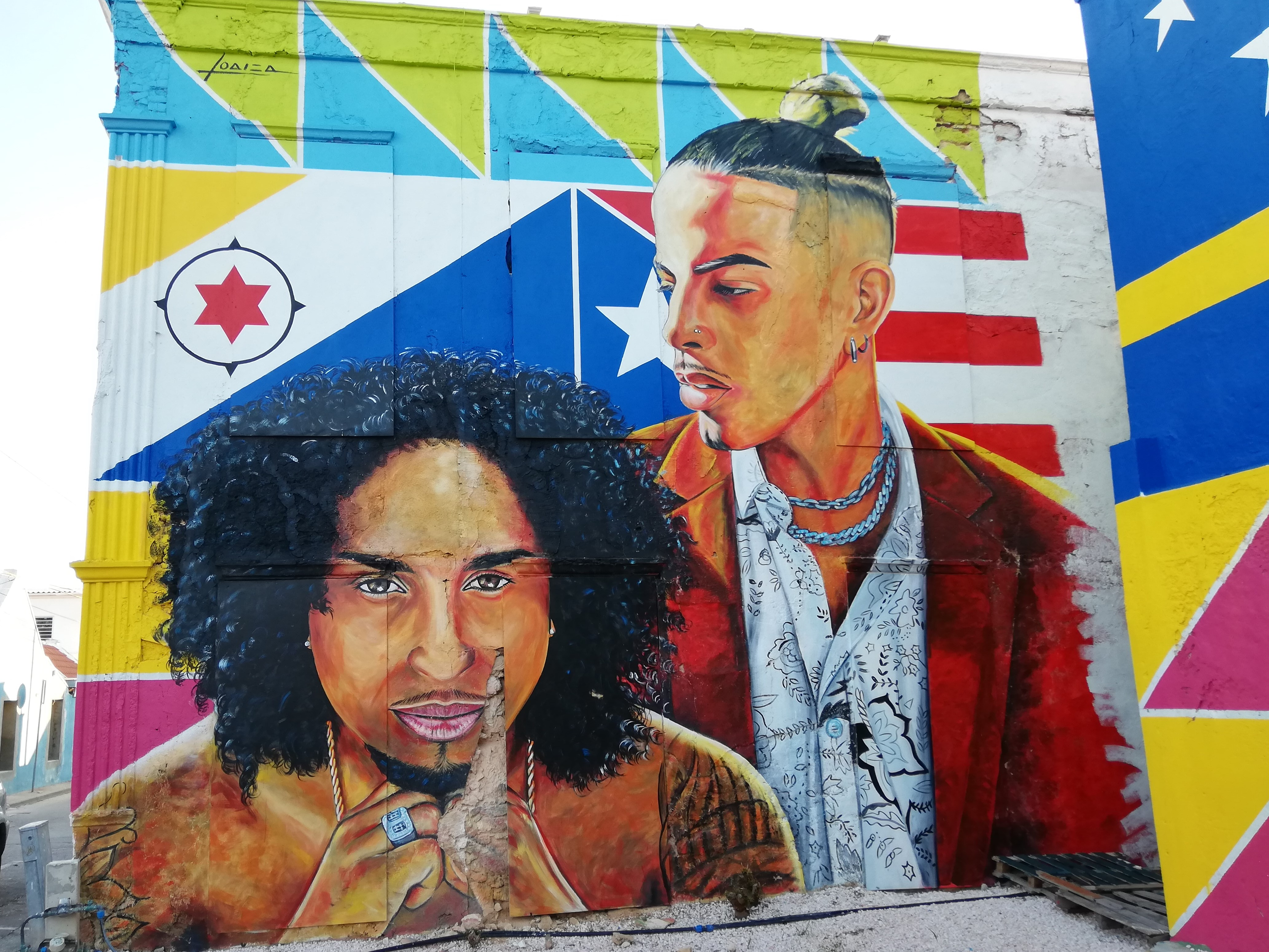
Muurschildering door Jhomar Loaiza
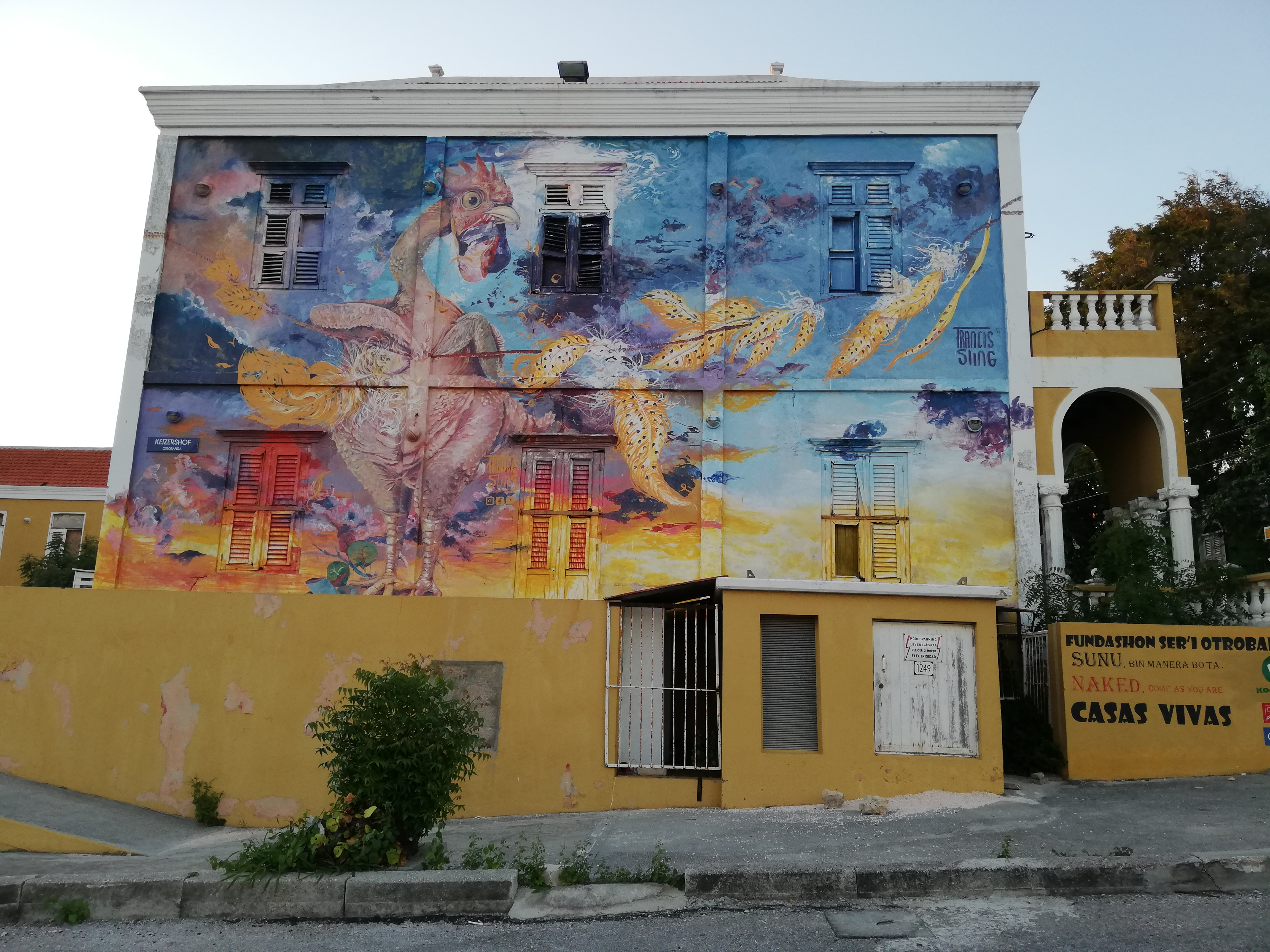
Muurschildering door Francis Sling
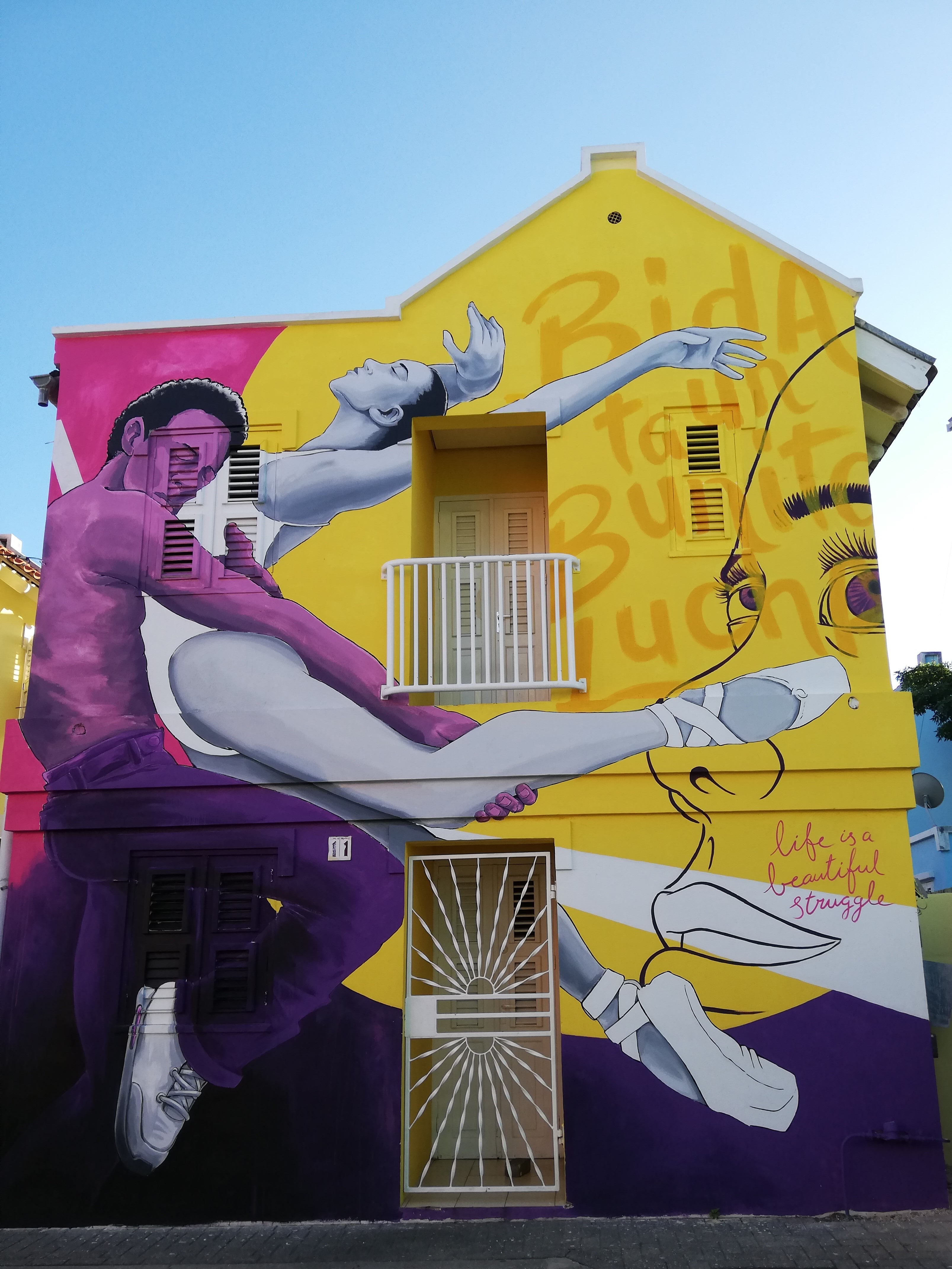
Muurschildering door Sander van Beusekom
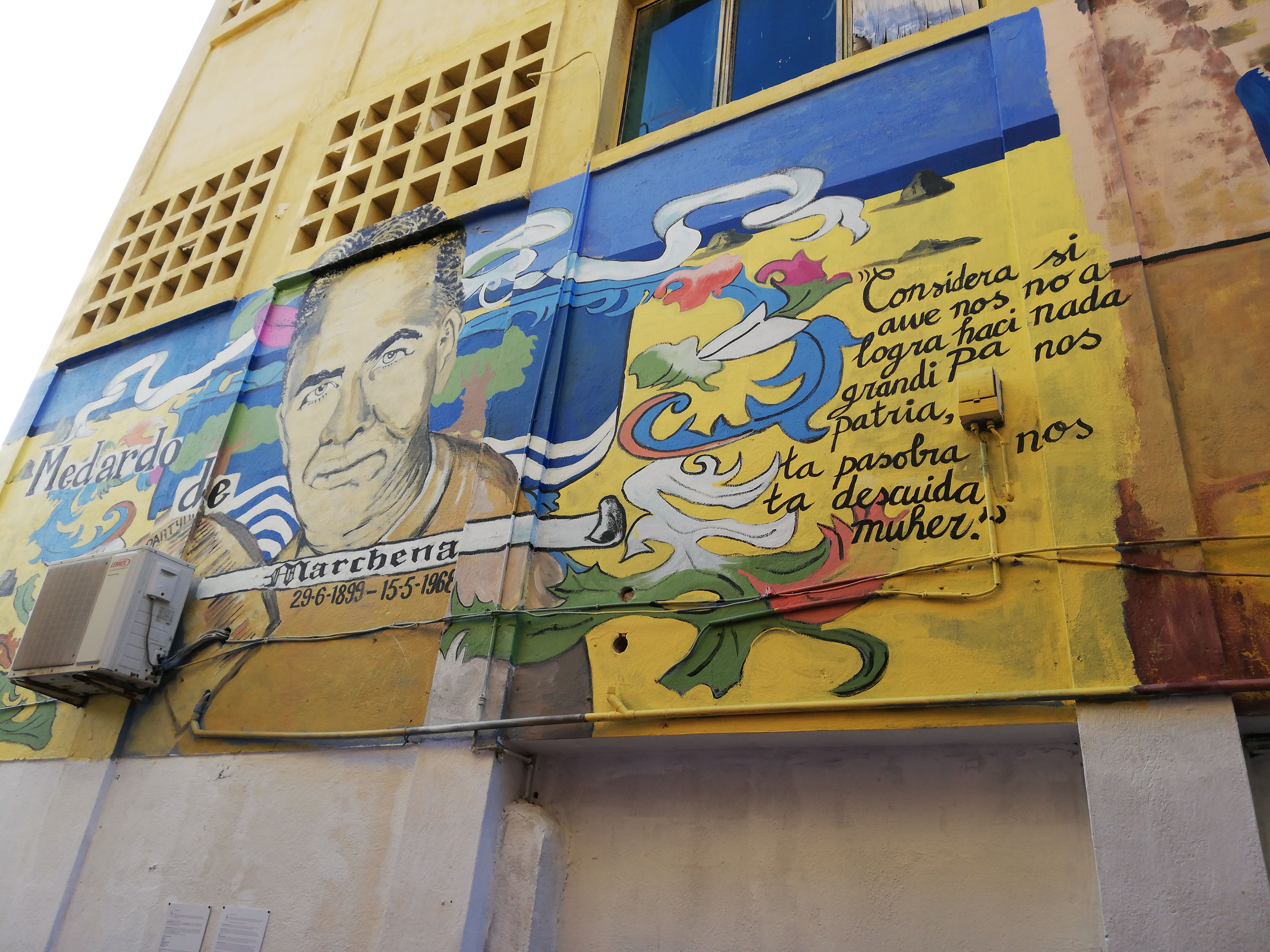
Muurschildering door Avantia Damberg
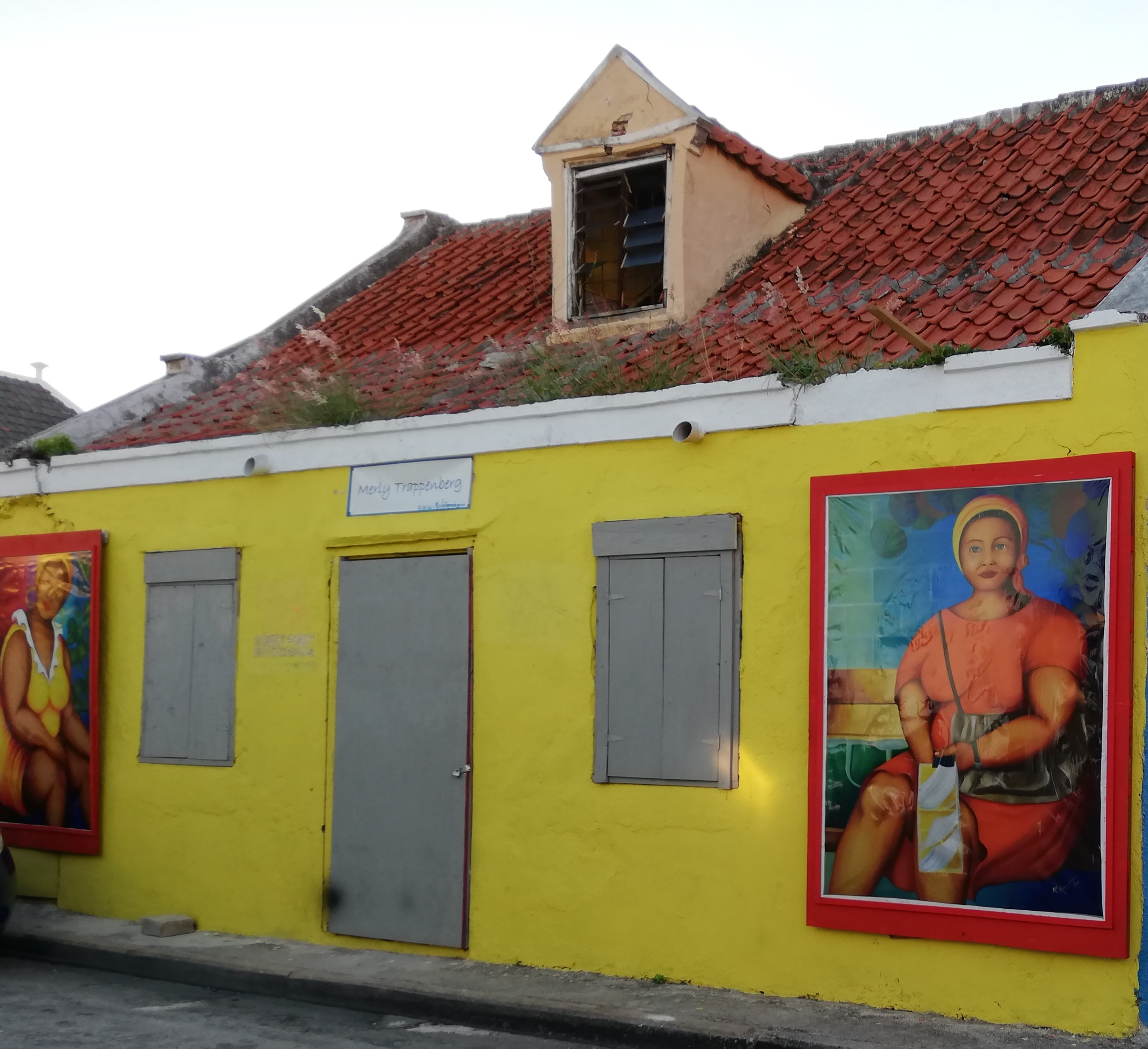
Muurschildering door Merly Trappenberg

## Muziekcultuur
Otrobanda is ook bekend om de rijke muzikale traditie die ze heeft voortgebracht. Bekende componisten zoals Jan Gerard Palm (1831-1906), de grondlegger van de klassieke Curaçaose muziek, Jules Blasini (1847-1887), Paul de Lima (1861-1926), Jacobo Conrad (1879-1918), Rudolph Palm (1880-1950), John Palm (1885-1925), Toni Palm (1885-1963), Jacobo Palm (1887-1982), Albert Palm (1903-1958), Edgar Palm (1905-1998), Julian Coco (1924-2013), Wim Statius Muller (geb. 1930), Robert Rojer (geb. 1939) werden in Otrobanda geboren en hebben hier ook jaren gewoond en gemusiceerd. Naar de wijk is een platenmaatschappij genoemd: Otrobanda Records.

## Geboren in Otrobanda
- Dinah Veeris (1939-2024), kruidengeneeskundige